# Sălajul
Sălajul a fost un ziar editat în județul Sălaj (interbelic) din 29 aprilie 1920.
În 29 aprilie 1920 apare în Jibou și în Zalău „Sălajul”, o foaie politică, culturală, întâi săptămânală, apoi bilunară, cuprinzând 4 pagini de format A3. Primele numere au fost multiplicate la Tipografia „Hermes” din Baia Mare. Preotul din Someș-Săplac Laurențiu Bran a fost primul ei redactor-șef, iar ulterior editorul ei. „Sălajul” a apărut cu o oarecare regularitate până în 30 decembrie 1929. După Marea criză economică, gazeta a reapărut o singură dată, în 15 aprilie 1933, de această dată la Cehu Silvaniei, ca organ al Partidul Național Liberal (Duca). 